# Brzeziny (stad)
Brzeziny is een stad in het Poolse woiwodschap Łódź, gelegen in de powiat Brzeziński. De oppervlakte bedraagt 21,58 km², het inwonertal 12.417 (2005).

## Geboren
- Abraham Tuschinski (1886-1942), Nederlands bioscoopmagnaat
- Tomasz Cebula (1966), voetballer en voetbalcoach